# Villa Dennenhoef
Villa Dennehoef was een woning in het Noord-Brabantse Moergestel uit 1910. Het gebouw werd in 1995 gerenoveerd en heeft een perceeloppervlakte van 68.080 m². De oppervlakte van het huis bedroeg 805 m². In 2018 werd de villa gesloopt om plaats te maken voor een nieuw landhuis.
In 1993 kocht de misdadiger Antonio Brizzi Villa Dennenhoef voor 1,5 miljoen gulden. Het huis had toen een bloementuin, een speeltuin, een zwembad en een dierentuin met onder andere 32 Walibi’s, verder springbokken, een Mastino hond, een Doggo Argentino en Duitse Herders. Brizzi werd op 26 april 1994 in Villa Dennenhoef doodgeschoten door een nog onbekende dader.

## Brand
Op 28 april 2013 brak er brand uit in een van de bijgebouwen van de villa. Het gebouw stond leeg en was te koop voor 2,5 miljoen euro. De brandweer besloot de bijgebouwen gecontroleerd uit te laten branden. Het hoofdgebouw raakte licht beschadigd. Een politiewoordvoerder zei dat er waarschijnlijk opzet in het spel was, aangezien het huis van gas en elektriciteit was afgesloten.